# 엘 판타스마 데 엘레나
《엘 판타스마 데 엘레나》(스페인어: El fantasma de Elena)는 2010년 방영된 미국의 텔레노벨라이다.